# 木曾馬

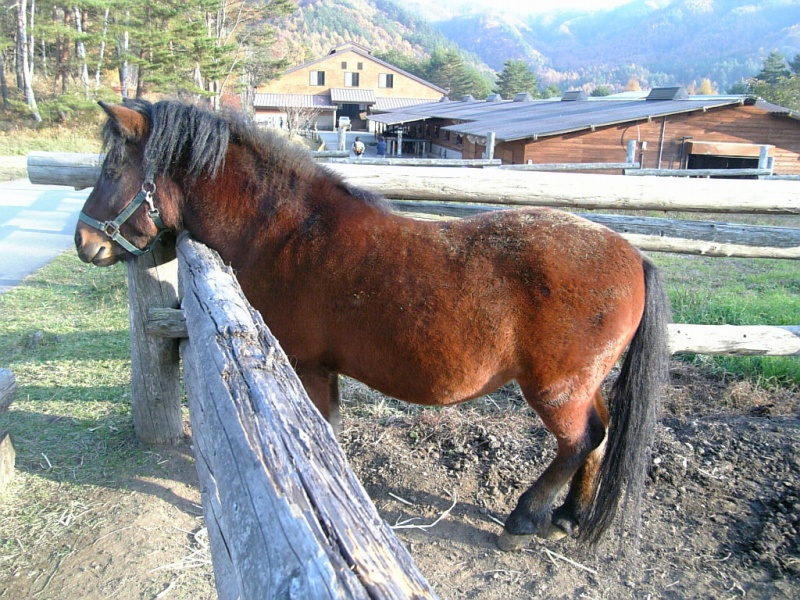
木曾馬為長野縣木曾地區飼育的本土馬種

木曾馬，是日本八個本土馬種之一。牠也是來自本州的唯一本土馬品種(主要分布於長野縣)，像大多數其他日本本土馬種一樣，處於極度瀕危狀態。雌馬高133cm、雄馬高136cm。體重350kg-420kg。

## 歷史
木曾馬起源於長野縣的木曾谷和木曾山脈，以及本州中部岐阜縣的飛驒地區。在明治時代（1868年-1912年），受到大日本帝國陸軍育種計劃的嚴重影響，軍隊想要更高的馬匹，並下令所有該品種的雄性種馬都應該去勢，並且使用進口種馬和木曾母馬配種。第二次世界大戰後，只有很少的純種木曾馬留下來。一匹獻給宗教聖地的雄種馬免除了去勢。牠的兒子第三春山号出生於1951年，是當今品種的基礎種馬。
1899年有6823匹木曾馬。1965年至1976年間，品種數量從510匹下降到32匹，1969年成立木曽馬保存會。在1983年成為長野縣天然紀念物。
木曽町開田村位於木曾御岳山下的開田高原，是木曾馬的繁殖和保護中心。

## 腳註

### 外部資料
- 辻井弘忠「木曽馬の歩法について」『信州大学農学部紀要』第24巻第2号、信州大学農学部、1987年12月、 111-113頁、 ISSN 05830621、 NAID 40001907913、2021年8月15日閲覧。